# Rovine moderne

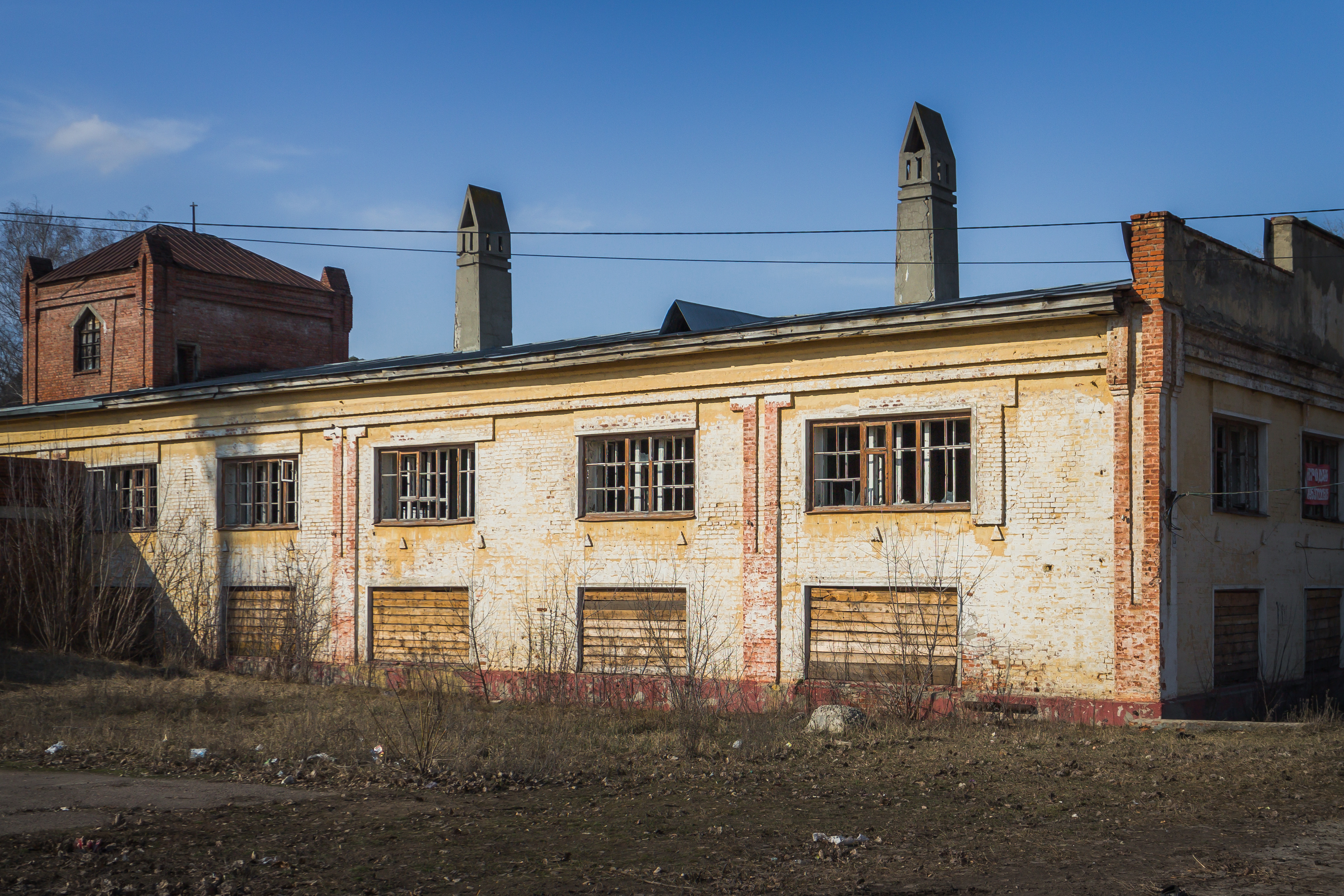
Edificio abbandonato di Kotovsk (Russia)

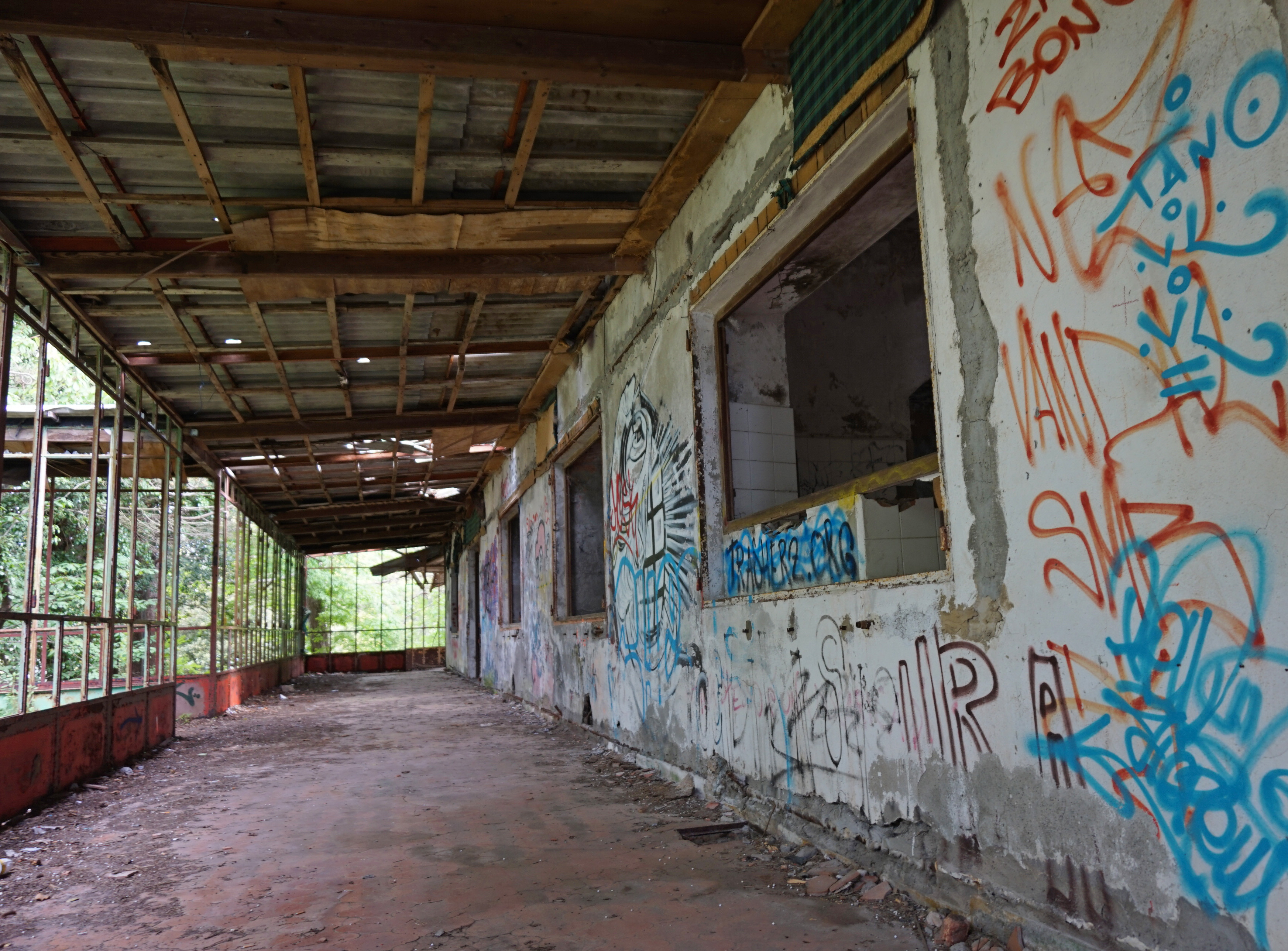
Struttura di Genova in avanzato stato di degrado

Per rovine moderne si intendono i ruderi architettonici costruiti in un passato recente. 

## Caratteristiche e diffusione
Le rovine moderne sono in genere strutture risalenti tra la fine del XIX secolo e la seconda metà del Novecento che soffrono di livelli di degrado più o meno avanzati e sono talvolta oggetto di vandalismi.
Le rovine moderne comprendono, oltre alle architetture abitative, fabbriche, centrali elettriche, depositi, aree di intrattenimento e strutture militari, mediche, istituzionali e ingegneristiche. Tra gli esempi di ruderi architettonici si possono menzionare quelli costruiti a fini propagandistici dal regime comunista nell'ex Unione Sovietica e le haikyo (廃墟?), del Giappone, ovvero edifici che hanno risentito dei danni provocati dalla seconda guerra mondiale, la bolla speculativa giapponese e il terremoto del Tōhoku del 2011.

## Nella cultura

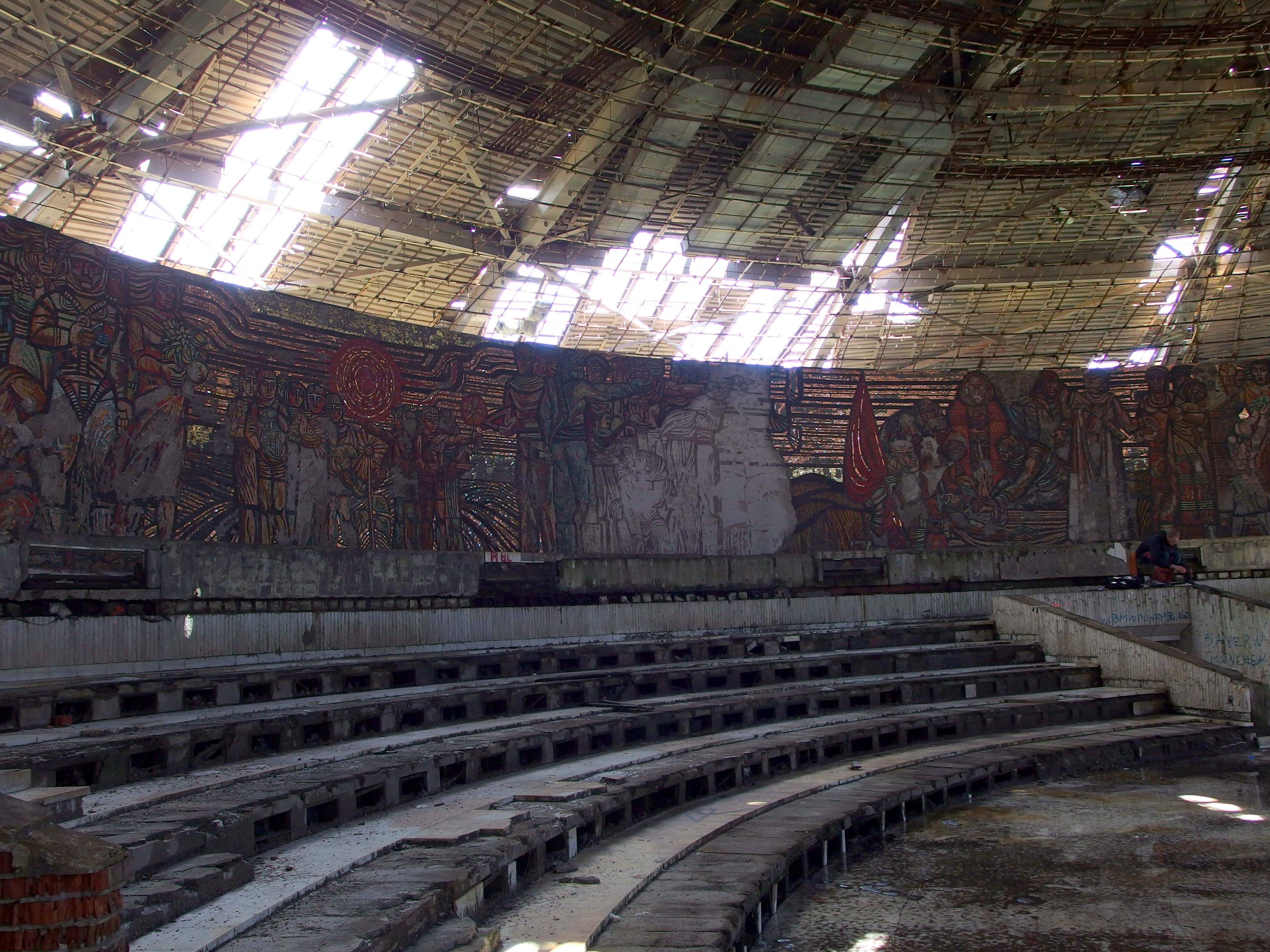
Particolare del Monumento di Buzludža (Bulgaria), fatto costruire dal regime comunista bulgaro e poi abbandonato.

Oggi i luoghi abbandonati attraggono numerosi appassionati di esplorazione urbana e fotografi freelance di tutto il mondo; hanno funto da mezzo e ispirazione per artisti di tutto il mondo, come quelli di musica industriale che tentano di rievocare le atmosfere dei manicomi abbandonati e altri luoghi cupi e inquietanti dismessi, l'album di Hauschka Abandoned City (2014) e vari film dell'orrore. Moltissima arte di strada è stata realizzata in aree abbandonate e rese inaccessibili per questioni di sicurezza.